# Ouragan Cindy (2005)
Pour les articles homonymes, voir Cyclone tropical Cindy.
L'ouragan Cindy a été la 3e tempête tropicale et le 1er ouragan de la saison cyclonique 2005 dans le bassin de l'océan Atlantique. Le nom Cindy avait déjà été utilisé en 1959, 1963, 1981, 1987, 1993 et 1999.

## Chronologie
Le 24 juin 2005, une onde tropicale quitta les côtes africaines en se déplaçant vers l’ouest. Les 3 jours suivants, elle traversa à toute vitesse l’océan Atlantique, sans produire de convection atmosphérique significative. Le 28 juin, à l’est des Petites Antilles, une zone de forte convection se développa au nord de l’onde tropicale, produisant une perturbation tropicale. La portion sud s’en détacha et continua son chemin vers l’ouest. La perturbation se déplaça vers l’ouest-nord-ouest à travers le nord de la Mer des Caraïbes. Le 3 juillet, l’activité orageuse se concentra et une dépression de surface se forma. À 18:00 UTC, à 130 km à l’est de Chetumal (Mexique), un vol de reconnaissance de l’US Air Force indiqua la présence d’une dépression tropicale, la 3e de la saison.
La dépression TD-3 se déplaça lentement et atteignit la côte est de la péninsule du Yucatán tôt le 4 juillet, à près de 100 km au nord-nord-est de Chetumal. Sur les terres, le cyclone tourna vers le nord-ouest et quitta le Yucatán à l’est de Mérida à 15:00 UTC. Poussé par un creux entrant dans le nord du Golfe du Mexique, la dépression accéléra son mouvement vers le nord-ouest jusqu'à une vitesse de 30 km/h. Le 5 juillet, à 6:00 UTC, la dépression devint tempête tropicale, qu'on nomma Cindy.
Cindy mit lentement le cap vers le nord et perdit de la vitesse. Le cisaillement du vent faiblissant, Cindy s'intensifia et devint ouragan le 6 juillet, vers 0:00 UTC, à 70 km au sud-sud-ouest de Grand Isle (Louisiane). Maintenant son intensité, à 3:00 UTC, Cindy toucha terre au sud-ouest de Grand Isle.
Se déplaçant sur le littoral louisianais, Cindy tourna vers le nord-est et faiblit en tempête tropicale, avant de toucher terre à 9:00 UTC près de Waveland (Mississippi). À 12:00 UTC, dans le sud de l'État du Mississippi, le cyclone faiblit en dépression tropicale. Après avoir traversé l'Alabama et le nord de la Géorgie, la dépression fusionna avec un système frontal stationnaire, devenant une dépression extratropicale.
Le système traversa les montagnes appalachiennes de la Caroline du Nord et de la Virginie et émergea dans l'océan Atlantique dans l'après-midi du 8 juillet. Au-dessus des eaux chaudes du Gulf Stream, le système tourna vers le nord et, le 9 juillet, se développa en tempête non-tropicale à l'est de Cape Cod (Massachusetts) avant de se déplacer dans l'État du Maine. La tempête faiblit et se déplaça au Nouveau-Brunswick (Canada) le 10 juillet. Après avoir viré vers l'est, la dépression restante se dissipa au-dessus du Golfe du Saint-Laurent le 11 juillet 2005.

## Bilan

### États-Unis
Sur le sol américain, un décès est associé directement à l'ouragan Cindy :
- Le 6 juillet, un homme âgé de 18 ans a été emporté dans un fossé de drainage inondé à Peachtree City, en Géorgie.

De 5 au 7 juillet, aux États-Unis, 33 tornades se sont formées, dont 8 en Caroline du Nord, 7 en Alabama, 7 en Virginie, 6 en Géorgie, 2 au Mississippi, une en Louisiane, une en Caroline du Sud et une au Maryland. La plupart des tornades ont causé peu de dommages, puisque faibles (F0 ou F1), étroites et d'une courte durée, mais une tornade a causé des dommages considérables (cotés F2) près de Hampton (Géorgie) le 6 juillet.
Les dommages assurés causés par Cindy sur le sol américain ont été estimés à 160 millions de dollars *. Le coût total de l'ouragan Cindy a été évalué à 320 millions de dollars *.

#### Louisiane et Mississippi
Dans les secteurs avoisinant La Nouvelle-Orléans et le sud-est louisianais et mississippien, on a reporté des dommages considérables aux arbres et aux lignes de transmission électrique, perturbant les services publics. Jusqu'à 278 000 abonnés ont été privés d'électricité lors du passage de Cindy.
La marée de tempête a causé l'inondation des côtes et a fortement érodé la plage de Grand Isle (Louisiane).

#### Alabama et Géorgie
En Alabama, le littoral ouest de Dauphin Island a été fortement inondé pendant plusieurs heures le 6 juillet, sous l'effet de la marée de tempête.
Les tornades qui ont sévi dans ces secteurs étaient généralement faibles, mais ont endommagé considérablement plusieurs toitures, maisons mobiles et bâtiments industriels. La tornade F2 qui a touché Hampton en Géorgie a causé pour plus de 40 millions de dollars de dommages aux installations de l'Atlanta Motor Speedway.